# Championnats du monde de tir à l'arc en salle 2018
Navigation
Édition précédente Édition suivante
Les championnats du monde de tir à l'arc en salle de 2018 sont la 14e éditions bisannuelle des championnats du monde de tir à l'arc en salle organisés par la World Archery Federation (WA). Ils regroupent des compétitions individuelles et par équipes dans les catégories d'arc classique et arc à poulies.
L'événement s'est effectué du 14 février 2018 au 19 février 2018 dans la ville de Yankton au Dakota du Sud.

## Résultats[1]

### Classique
| Épreuves                 | Or                                                       | Argent                                                         | Bronze                                                             |
| ------------------------ | -------------------------------------------------------- | -------------------------------------------------------------- | ------------------------------------------------------------------ |
| Individuel hommes        | Sjef van den Berg Pays-Bas                               | Daisuke Tomatsu Japon                                          | Taylor Worth Australie                                             |
| Individuel hommes junior | Ivan Kozhokar Ukraine                                    | Mete Gazoz Turquie                                             | Oleksandr Pantsyru Ukraine                                         |
| Individuel femmes        | Elena Richter Allemagne                                  | Aída Román Mexique                                             | Audrey Adiceom France                                              |
| Individuel femmes junior | Ariuna Budaeva Russie                                    | Svetlana Gomboeva Russie                                       | Sandra Garza Mexique                                               |
| Par équipe hommes        | Pays-Bas Sjef van den Berg Rick van der Ven Steve Wijler | Australie Astin Darcy Ryan Tyack Taylor Worth                  | Ukraine Oleksii Hunbin Heorhiy Ivanytskyy Viktor Ruban             |
| Par équipe hommes junior | Iran Seyedabolfazl Hosseini Kiyan Moradi Reza Shabani    | Ukraine Ivan Kozhokar Oleksandr Pantsyru Roman Sheremet        | États-Unis Trenton Cowles Adam Heidt Seth McWherter                |
| Par équipe femmes        | Allemagne Michelle Kroppen Elena Richter Lisa Unruh      | Russie Tuyana Dashidorzhieva Elena Osipova Sayana Tsyrempilova | Ukraine Veronika Marchenko Anastasia Pavlova Solomiya Trapeznikova |
| Par équipe femmes junior | Italie Tatiana Andreoli Tanya Giaccheri Aiko Rolando     | Russie Ariuna Budaeva Svetlana Gomboeva Tatiana Plotnikova     | Ukraine Orysia Didych Kateryna Mazorchuk Zhanna Naumova            |

### À poulie
| Épreuves                 | Or                                                       | Argent                                                         | Bronze                                               |
| ------------------------ | -------------------------------------------------------- | -------------------------------------------------------------- | ---------------------------------------------------- |
| Individuel hommes        | Mike Schloesser Pays-Bas                                 | Sergio Pagni Italie                                            | Jesse Broadwater États-Unis                          |
| Individuel hommes junior | Simon Olsen Danemark                                     | Curtis Broadnax États-Unis                                     | Remy Leonard Australie                               |
| Individuel femmes        | Natalia Avdeeva Russie                                   | Yeşim Bostan Turquie                                           | Dawn Groszko Canada                                  |
| Individuel femmes junior | Cassidy Cox États-Unis                                   | Elisa Roner Italie                                             | Asstrid Alanis Mexique                               |
| Par équipe hommes        | États-Unis Jesse Broadwater Tate Morgan Kristofer Schaff | Italie Viviano Mior Sergio Pagni Alberto Simonelli             | Pays-Bas Peter Elzinga Sil Pater Mike Schloesser     |
| Par équipe hommes junior | États-Unis Curtis Broadnax Zachary Harris Ethan King     | Australie Harri Howden Remy Leonard Hamish Thompson            | Canada Cole Beres Tristan Spicer-Moran Austin Taylor |
| Par équipe femmes        | États-Unis Mary Hamm Paige Pearce-Gore Breanna Theodore  | Russie Natalia Avdeeva Viktoria Balzhanova Alexandra Savenkova | Canada Dawn Groszko Madison Hart Fiona McClean       |
| Par équipe femmes junior | États-Unis Athena Caiopoulos Cassidy Cox Anna Scarbrough | Canada Bryanne Lameg J'lynn Mitchell Ashlyn Scriveni           | Italie Elisa Bazzichetto Sara Ret Elisa Roner        |

### Tableau des médailles
| Rang | Nation     | Or | Argent | Bronze | Total |
| ---- | ---------- | -- | ------ | ------ | ----- |
| 1    | États-Unis | 5  | 1      | 2      | 8     |
| 2    | Pays-Bas   | 3  | 0      | 1      | 4     |
| 3    | Russie     | 2  | 4      | 0      | 6     |
| 4    | Allemagne  | 2  | 0      | 0      | 2     |
| 5    | Italie     | 1  | 3      | 1      | 5     |
| 6    | Ukraine    | 1  | 1      | 4      | 6     |
| 7    | Danemark   | 1  | 0      | 0      | 1     |
| 7    | Iran       | 1  | 0      | 0      | 1     |
| 9    | Australie  | 0  | 2      | 2      | 4     |
| 10   | Turquie    | 0  | 2      | 0      | 2     |
| 11   | Canada     | 0  | 1      | 3      | 4     |
| 12   | Mexique    | 0  | 1      | 2      | 3     |
| 13   | Japon      | 0  | 1      | 0      | 1     |
| 14   | France     | 0  | 0      | 1      | 1     |
|      | Total      | 16 | 16     | 16     | 48    |